# Tata Colin Plein
Het Tata Colin Plein is een plein in Totness, de hoofdstad van het district Coronie in Suriname. Het plein ligt schuin tegenover het Staatslogeergebouw, op de hoek van de Oost-Westverbinding en de Eduard Wolfstraat. Het werd vernoemd naar de geestelijk leider en verzetsman Tata Colin. Hij bereidde in de jaren 1830 een opstand voor op katoenplantage Leasowes die strandde en hem het leven kostte.
Langs de hoofdweg staat een monument met het beeldmerk van I love Coronie. Daarachter staan het standbeeld van Tata Colin en een kunstwerk van een pantservoertuig. Dit laatste is het gedenkteken van de 'Revolutie', een van dit soort monumenten dat ten tijde van het militaire regime werd geplaatst om zijn Sergeantencoup te eren. Aan het plein bevinden zich het districtskantoor van Coronie, enkele eetgelegenheden en een openbaar toilet. Ook worden lokale producten verkocht aan bewoners en voorbijgangers.
Het ministerie van TCT gaf op 26 juli 2024 het startsein voor de omvorming van het plein naar een Tourist Information & Visitor Center. De herinrichting wordt uitgevoerd door het districtscommissariaat van Coronie en het ministerie van Openbare Werken. Het plein zal dan enkele functies hebben zoals de Wakapasi in Paramaribo, met een toeristisch informatiepunt, een speeltuin, en kiosken met eten, drinken, lokale producten en souvenirs. Ook wordt er ruimte gemaakt voor parkeerplaatsen en het houden van evenementen.

## Monumenten op het plein
| Artikel                   | Type       | Omschrijving                    | Foto | Kunstenaar                                                       | Onthulling |
| ------------------------- | ---------- | ------------------------------- | ---- | ---------------------------------------------------------------- | ---------- |
| Standbeeld van Tata Colin | standbeeld | Tata Colin                      |      | 1999                                                             | 1999       |
| Gedenkteken Revolutie     | standbeeld | Sergeantencoup                  |      | A. Mungroo (ontwerper); F. Mac Donald en A. Pengel (uitvoerders) | 1981       |
| I love Coronie            | beeldmerk  | symbool van liefde voor Coronie |      | Aswin Doorson                                                    | 2014       |